# Desa Pasirhalang (administrativ by i Indonesien, lat -6,82, long 107,53)
Desa Pasirhalang är en administrativ by i Indonesien.   Den ligger i provinsen Jawa Barat, i den västra delen av landet, 100 km sydost om huvudstaden Jakarta.